# 胡里斯迪克西翁德拉拉
胡里斯迪克西翁德拉拉，是西班牙卡斯蒂利亚-莱昂布尔戈斯省的一个市镇。总面积25平方公里，总人口62人（2001年），人口密度2人/平方公里。